# 木下利潔
木下 利潔（きのした としきよ）は、江戸時代中期の大名。備中国足守藩6代藩主。官位は従五位下・式部少輔、美濃守。足守藩木下家7代。

## 略歴
4代藩主・木下利貞の次男木下藤栄（始め金森姓）の三男として誕生。幼名は文治郎。正徳元年（1711年）生まれとも、正徳3年（1713年）10月12日生まれとも言われている。
享保12年（1727年）6月に先代藩主・木下㒶定の養嗣子となり、享保14年（1729年）5月2日の公定の隠居で跡を継いだ。
元文5年（1740年）7月21日に死去し、跡を長男の利忠が継いだ。法号は観光院殿性峯高潔大居士。墓所は京都市東山区の高台寺の塔頭の一つ圓徳院、岡山市北区足守の大光寺。

## 系譜
- 父：木下藤栄
- 母：坪内定鑑の娘
- 正室：木下㒶定の養女 - 木下㒶福の娘
  - 長男：木下利忠（1738-1809）
- 生母不明の子女
  - 次男：本多成美
  - 三男：木下利春
  - 女子：美代姫 - 土方雄端正室
  - 女子：京極高久正室
  - 女子：石川総相正室
  - 女子：織田信之正室